# Rudolfovo, Cerknica
Rudolfovo je naselje v Občini Cerknica.